# Рипабијанка (Перуђа)
Рипабијанка је насеље у Италији у округу Перуђа, региону Умбрија.
Према процени из 2011. у насељу је живело 571 становника. Насеље се налази на надморској висини од 213 м.